# Alabama Slammer
Il termine Alabama Slammer (meno frequentemente Southern Slammer) identifica diversi cocktail accomunati dall'uso di liquore southern style al whisky (ad esempio Southern Comfort) e succo d'arancia. Può essere servito come cocktail o come shot. L'Alabama Slammer è considerato il cocktail simbolo dell'Università dell'Alabama e della sua squadra di football, gli Alabama Crimson Tide.

## Composizione
L'Alabama Slammer è un cocktail che ha subito diverse modifiche nell'arco degli anni, dovuti a diversi fattori quali reperibilità degli ingredienti e mutazioni dei gusti di moda; l'unico ingrediente presente in tutte le ricette è il liquore southern style al whisky. Nel tempo, comunque, è emersa una formulazione che, generalmente, considerata la ricetta standard, definendo "varianti" le preparazioni alternative.

### Ingredienti
- 3 cl liquore southern style al whisky
- 3 cl amaretto
- 3 cl sloe gin
- 6 cl succo d'arancia

### Preparazione
Mettere tutti gli ingredienti in uno shaker con ghiaccio, scuotere e versare in un bicchiere collins pieno di ghiaccio. Guarnire con una fetta d'arancia o di pesca.

### Descrizione
L'Alabama Slammer è un cocktail in cui coesistono diversi sapori agri, esperidati e dolci; è considerato, non a caso, uno dei cocktail simbolo degli anni settanta e, soprattutto, ottanta del XX secolo, periodi di sperimentazioni gastronomiche. Ne deriva un cocktail complesso e dissetante, dal sapore agro-dolce che può risultare stucchevole se preparato squilibrato.

## Varianti
Date le sue origini, l'Alabama Slammer presenta diverse varianti. Molto spesso, inoltre, dato che lo sloe gin non è un liquore sempre presente nei locali, si sostituisce questo con gin e sciroppo di granatina, mantenendo il tenore alcolico e al contempo, il sentore dolce. Alcune ricette, per ridurre la dolcezza, prevedono, l'uso del succo di limone, della vodka e del bourbon in aggiunta o sostituzione di alcuni ingredienti. Più di rado, invece, si usa lo schnapps alla pesca, in aggiunta o in sostituzione dell'amaretto.
- Georgia Slammer - sostituisce il succo d'arancia con il tè (generalmente al gusto pesca).[15]

### Shot
L'Alabama Slammer può essere servito, frequentemente, nella versione shot (chiamato anche Alabama Slammed Down). Questa è, infatti, molto probabilmente la formulazione originale del cocktail. Essa prevede:
- 2 cl whiskey southern style
- 2 cl sloe gin (o gin)
- 2 cl amaretto

È possibile l'aggiunta di succo d'arancia o di limone.

## Storia
L'origine dell'Alabama Slammer non è nota. Un cocktail che potrebbe essere aver ispirato la creazione dell'Alabama Slammer è una ricetta comparsa nel 1971 denominata semplicemente Alabama e composta da brandy, curaçao, succo di limone e zucchero. Le prime ricette dell'Alabama Slammer, infatti, prevedevano l'uso del succo di limone, producendo una bevanda più acida; con il tempo, il limone è stato sostituito con l'arancia, più reperibile e di moda negli anni settanta e ottanta in quanto erano in voga cocktail quali l'Harvey Wallbanger e le varianti dello screwdriver: uno di questi, lo Slow Comfortable Screw potrebbe aver contribuito alla definizione della ricetta attuale, unendo, infatti, l'arancia con il whisky southern style e lo sloe gin.
Non vi sono comunque dati certi riguardo la nascita dell'Alabama Slammer ma, verosimilmente, esso nacque durante la prima metà degli anni settanta all'Alabama University o nelle immediate vicinanze: il nome potrebbe, difatti derivare dal toponimo "Alabama" unito al termine "slammer" che nello slang universitario indica il cicchetto. L'Harry's Bar di Tuscaloosa, inoltre, sostiene di essere il locale d'origine del cocktail, senza però poter addurre prove certe. Il primo riferimento scritto dell'Alabama Slammer risale al 1984, quando compare all'interno del Mr. Boston Official Bartender’s Guide, dove compare, però, in versione shot e senza succo. Il cocktail ha comunque riscosso un discreto successo, nazionale ed internazionale fino agli anni novanta, grazie anche alla sua apparizione nel film Cocktail e sui menu di diverse catene di ristoranti, come, ad esempio, TGI Fridays. Successivamente ha perso di attrattività presso il pubblico generale, mantenendo, però, una certa popolarità negli ambienti universitari.

## Cultura popolare
(Brian Flanagan (Tom Cruise), Cocktail)
L'Alabama Slammer compare nel film del 1988 Cocktail, citato dal protagonista in una poesia declamata nel locale davanti agli avventori. Questa citazione è significativa in quanto dimostra la notorietà nazionale che aveva raggiunto il cocktail e, al contempo, ha favorito la sua diffusione a livello internazionale.
L'Alabama Slammer dà il titolo ad una canzone del cantante country Casey Donahew, nel cui brano dice che "l'ultimo Alabama Slammer di ieri sera mi martella la testa".